# Saburi
Saburi – wieś w Estonii, w prowincji Tartu, w gminie Alatskivi.